# Hans-Jochen Krank

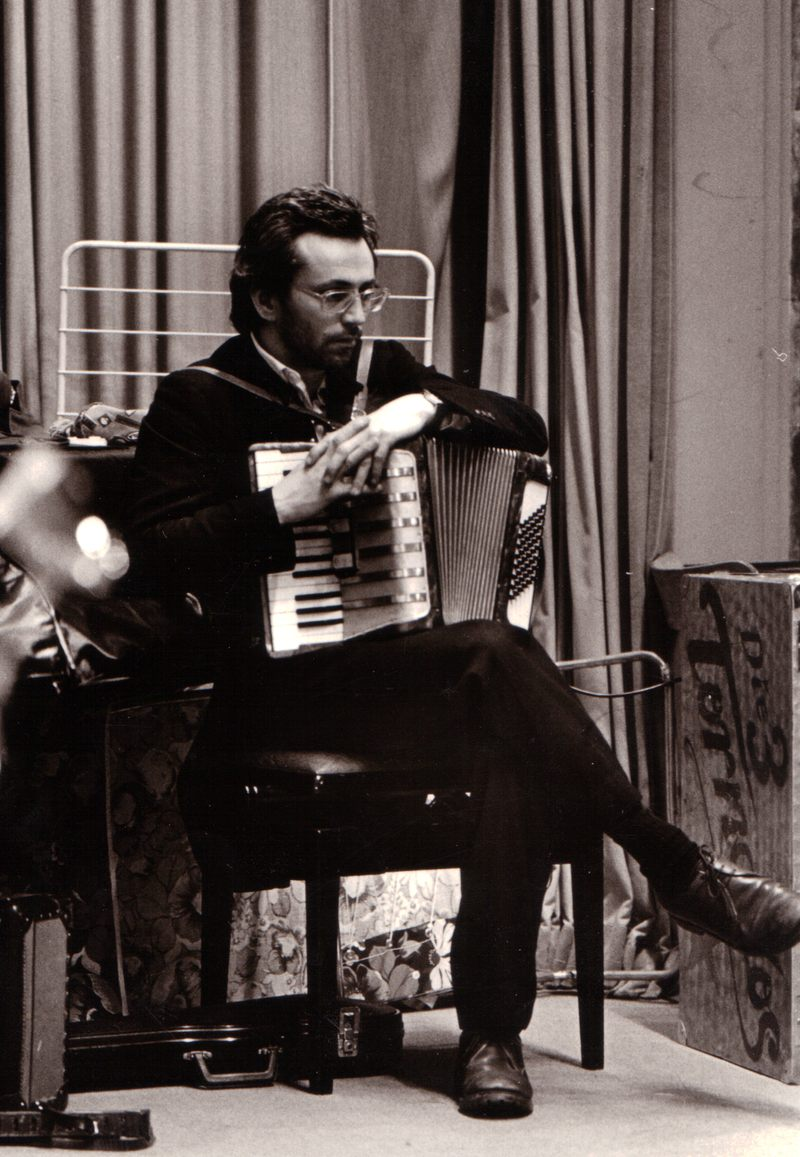
Krank auf der Bühne 1980

Hans-Jochen Krank, seit 1982 infolge Heirat Krank-Hover, (* 28. April 1948 in Saalfeld/Saale) ist ein deutscher Kleinkünstler und Kabarettist, Gründungsmitglied der 3 Tornados.

## Leben
Krank war Textillaborant bei Hoechst gewesen, bevor er seine Hochschulreife im Zweiten Bildungsweg am Hessenkolleg Rüsselsheim absolvierte. Anschließend studierte er Philosophie an der Freien Universität Berlin ohne Abschluss (1971–77). Im Zweitstudium studierte er Latein und Geschichte an der Technischen Universität Berlin mit erstem Staatsexamen und absolvierte nach dem Referendariat sein zweites Staatsexamen (1981–1987).
Im April 1977 traten Krank, Arnulf Rating und Günter Thews das erste Mal als Die 3 Tornados in Berlin-Kreuzberg auf. Krank spielte Akkordeon und war hauptsächlich zuständig für den musikalischen Teil des Programms, orientiert an den Liedern der Weimarer Agitpropgruppen und des Liedermachers Joe Hill. 1979 erhielten die drei den Förderpreis der Stadt Mainz (Deutscher Kleinkunstpreis). Im April 1981 verließ er die 3 Tornados, neuer dritter Mann wurde Holger Klotzbach.
1981 wurde er zusammen mit Thews, Rating und dem Redakteur Ulrich Lux wegen Aufführung und Übertragung eines satirischen Krippenspiels im Rundfunk, in der WDR-Radiothek, angeklagt, „öffentlich den Inhalt des religiösen Bekenntnisses anderer und die Einrichtungen einer im Inland bestehenden Kirche in einer Weise beschimpft zu haben, die geeignet ist, den öffentlichen Frieden zu stören.“ Das Amtsgericht Köln verurteilte die Angeklagten zu einer Geldstrafe. Krank nahm das Urteil an und stieg aus dem weiteren Berufungsverfahren, das 1983 zu einem Freispruch führte, aus.

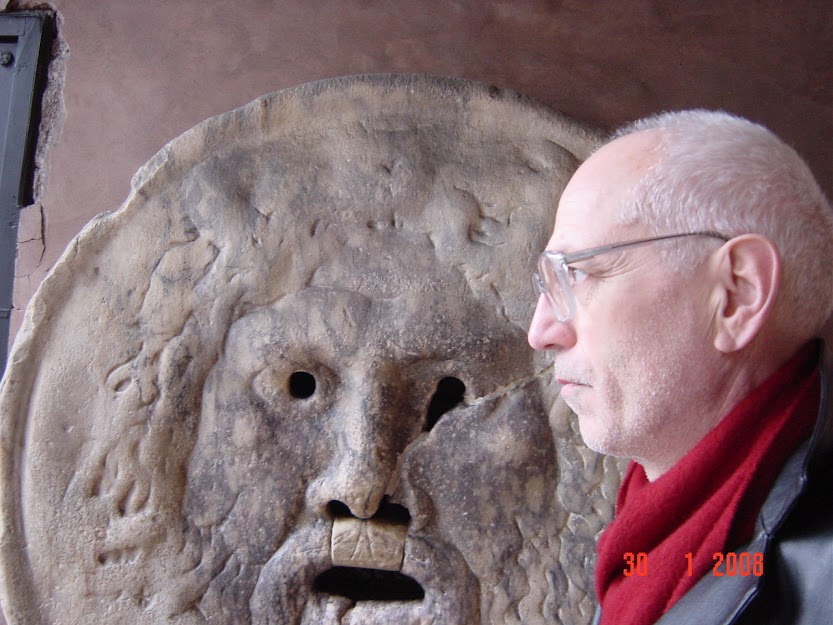
Als Lehrer in Rom 2008

Von 1991 bis 2013 war er Lateinlehrer am Bertolt-Brecht-Gymnasium (Bad Freienwalde) in Brandenburg, er hat einen Sohn und lebt in Berlin-Neukölln. Seit 2006 ist er ehrenamtlicher Wikipedia-Autor.

## Diskographie
Langspielplatten zusammen mit Thews und Rating:
- Flipperschau – Eine klare Vorstellung, Trikont US-35, München 1977.
- Die zeitungslose – die schreckliche Zeit … ist bald vorbei, Unterstützungsplatte für Die Tageszeitung, Trikont US-41, München 1978, zusammen mit: Walter Mossmann, Dicke Lippe, Tommi & das Mobile EinsatzorKester, Klaus der Geiger, Linksradikales Blasorchester.
- Tornados à gogo; Trikont US-65, München 1979, Musiksampler zusammen mit den Musikern Holger Klotzbach, Heinrich Kloss, Uli Mangel, Hartwig Nickola, Martin Ross.
- Rundschlag am Mittag, Trikont US-50, München 1979.
- Stop dem Autobahnbau, Lieder gegen Umweltzerstörung durch Autoverkehr, herausgegeben von der Bürgerinitiative Westtangente, Berlin 1980, zusammen mit: Lenz, Rotkehlchen, Jochen Köhler, Werner Gerber, Tu Wat!, Chaoten-Combo, Norbert Rheinländer.